# Optymalizacja procesowa
Optymalizacja procesowa – działanie polegające na modelowaniu, analizie i usprawnianiu procesów biznesowych i produkcyjnych w sektorze prywatnym oraz administracyjnych w sektorze publicznym. Stanowi ważny element nowoczesnych metod zarządzania takich jak lean management.
Kluczowymi elementami optymalizacji procesowej są:
1. audyt procesowy – zbieranie szczegółowych parametrów poszczególnych kroków procesów, takich jak czas trwania, stopa błędów, koszty itd.[3]
2. analiza i obróbka statystyczna zebranych parametrów i wyznaczanie kroków charakteryzujących się zbyt wysokimi kosztami, czasem trwania lub stopą błędów,
3. optymalizacja poszczególnych kroków w celu poprawienia parametrów wpływających na całość procesu.